# Roman Křivánek
Roman Křivánek (* 28. března 1964, Roudnice nad Labem) je český archeolog a geofyzik. Specializuje se na nedestruktivní metody výzkumu archeologických lokalit, zejména pravěkých a středověkých hradišť a leteckou archeologii.

## Studia a praxe
Mezi roky 1984–1989 studoval Přírodovědeckou fakultu Univerzity Karlovy, obor užitá geofyzika. V roce 1993 absolvoval odborný kurz Geofyzika v archeologii v rámci Summerschool of London University College – Bighor Villa, West Sussex ve Spojeném království.
V letech 1983–1984 pracoval v oddělení geomechaniky Uranových dolů Hamr u Stráže pod Ralskem. Od roku 1989 pracuje v Archeologickém ústavu AV ČR, kde pracuje dodnes na oddělení archeologického geofyzikálního průzkumu (1989–1992 Archeologický ústav ČSAV, expozitura Most; 1993–1994 Ústav archeologické památkové péče severozápadních Čech Most; od roku 1994 oddělení prostorové archeologie Archeologického ústavu AV ČR v Praze).
Vyučuje na Západočeské univerzitě v Plzni obory Letecká archeologie a Geofyzikální prospekce v archeologii.